# アン・ドゥー
株式会社 アン・ドゥーは、岡山県岡山市に本社を置くアパレル（衣料品）の製造・販売を展開する会社（SPA）である。

## 概要
1999年3月に設立された。2004年9月には新社屋が完成 した。

## スポンサー
- 2011年度より、Jリーグ・ファジアーノ岡山のユニフォーム(背中)スポンサー[3] を務める。